# Joseph Tanner
Joseph Richard Tanner, detto Joe (Danville, 21 gennaio 1950), è un ex astronauta statunitense.
Tanner è nato in Illinois, è sposato ed ha due figli. Nel 1973 ha conseguito un Bachelor of science in ingegneria meccanica presso l'Università dell'Illinois.
Dopo il diploma ha pilotato aerei A-7E per la Marina degli Stati Uniti d'America. Nel 1984 ha iniziato a lavorare per la NASA al Johnson Space Center come ingegnere aerospaziale e Research Pilot. È stato selezionato come astronauta nel 1992.
Ha volato in quattro missioni dello Shuttle: STS-66 (del novembre 1994), STS-82 (del febbraio 1997) nella quale ha compiuto due attività extraveicolari per riparare il telescopio spaziale Hubble per circa 14 ore complessive, STS-97 (dicembre 2000) ed STS-115 (settembre 2006) dove ricominciava l'assemblaggio della Stazione spaziale internazionale.
Tanner ha trascorso 262 ore e 34 minuti nello spazio completando 175 orbite attorno alla Terra.
Inoltre Joseph Tanner è un cristiano ed ha insegnato studi biblici all'Università della Chiesa Battista per molti anni.